# El baño del caballo
El baño del caballo, también conocida como El caballo blanco, es una obra de Joaquín Sorolla y Bastida pintada al óleo sobre lienzo con unas dimensiones de 205 × 250 cm. Según la firma está datado en 1909 y actualmente se conserva en el Museo Sorolla de Madrid.

## Historia
Se engloba dentro de la serie de pinturas de playa que el pintor realizó en El Cabañal de Valencia a su vuelta de los Estados Unidos en 1906.
En esta serie de lienzos que pintó en el verano de 1909, se incluyen otras obras tan notables como Paseo a orillas del mar.

## Descripción y características
El punto de vista en la composición está alto, recurso habitual de Sorolla, y lo sitúa en la cabeza del chico que sujeta la brida del caballo y cuya grupa termina de conformar un primer plano largo e inclinado que consigue reducir la línea del horizonte a una delgada franja. Posiblemente, de este modo, el artista evita el deslumbramiento del claro cielo valenciano y centra su atención en la arena de la playa y la ondulante línea del agua con sus peculiares sombras, reflejos de luz y destellos, que Sorolla sabía plasmar de modo magistral a base de una pincelada empastada, suelta y ágil.